# Gerard Veldscholten
Gerard Veldscholten (Weerselo, 19 augustus 1959) is een Nederlands voormalig wielrenner, 10 jaar als beroepswielrenner. Hij maakte in zijn beginjaren deel uit van de befaamde Raleigh-ploeg van Peter Post en reed daarna voor nog vijf andere ploegen. 
Veldscholten behaalde onder meer etappezeges in de Ronde van Nederland, de Dauphiné Libéré, de Ronde van Romandië en de Ronde van Zwitserland. Hij won ook een keer het eindklassement van de Ronde van Romandië. 

## Belangrijkste overwinningen
1983
- 1e etappe Ronde van Romandië

1984
- 1e etappe Dauphiné Libéré
- GP Union
- 3e etappe Ronde van Zwitserland

1988
- Eindklassement Ronde van Romandië

1991
- 3e etappe Ronde van Nederland

## Resultaten in voornaamste wedstrijden
| Jaar | Ronde van Italië | Ronde van Frankrijk | Ronde van Spanje |
| ---- | ---------------- | ------------------- | ---------------- |
| 1982 |                  | 32e                 |                  |
| 1983 |                  | 27e                 |                  |
| 1984 |                  | 16e                 |                  |
| 1985 |                  | 28e                 | 13e              |
| 1986 |                  | 61e                 | 31e              |
| 1987 |                  |                     |                  |
| 1988 |                  | 45e                 |                  |
| 1989 |                  |                     |                  |
| 1990 |                  |                     |                  |
| 1991 |                  |                     |                  |

| Jaar | Parijs-Roubaix | Amstel Gold Race | Luik-Bast.‑Luik | Waalse Pijl |  | Wereldranglijsten |
| ---- | -------------- | ---------------- | --------------- | ----------- |  | ----------------- |
| 1982 |                |                  | 41e             | 55e         |  |                   |
| 1983 |                |                  | 30e             | 36e         |  |                   |
| 1984 |                |                  |                 | 39e         |  |                   |
| 1985 |                |                  | 48e             | 30e         |  |                   |
| 1986 |                |                  |                 |             |  |                   |
| 1987 |                | 36e              | 90e             |             |  |                   |
| 1988 | 7e             | 83e              |                 |             |  | 69e (UWB)         |
| 1989 |                | 91e              | 116e            |             |  |                   |
| 1990 |                | 70e              | 78e             | 72e         |  |                   |
| 1991 |                | 86e              |                 |             |  |                   |